# Islam Ramadan
Islam Ramadan (Alessandria d'Egitto, 1º novembre 1990) è un calciatore egiziano, difensore dello ZED e della Nazionale egiziana.